# IC 5005
IC 5005 — галактика типу SBc () у сузір'ї Козоріг.
Цей об'єкт міститься в оригінальній редакції індексного каталогу.